# 伊香保町
伊香保町（いかほまち）は、群馬県にあった町。
2006年2月20日に渋川市、北群馬郡小野上村・子持村、勢多郡赤城村・北橘村とともに対等合併し、新たな渋川市となった。
伊香保温泉は東京周辺の人々の行楽地として名高い。また、名物に水沢うどんなどがある。

## 地理

### 隣接する自治体
- 高崎市
- 渋川市
- 北群馬郡：吉岡町、榛東村
- 群馬郡：榛名町
- 吾妻郡：東村

## 歴史
- 1889年（明治22年）4月1日 - 町村制施行に伴い、西群馬郡伊香保村、水沢村、湯中子村の区域をもって伊香保町が成立。
- 1896年（明治29年）4月1日 - 郡の再編により群馬郡に所属[2]。
- 1949年（昭和24年）10月1日 - 郡の分割により北群馬郡に所属[2]。
- 1981年（昭和56年） 昭和天皇が伊香保森林公園に行幸[3]。
- 1997年（平成9年） - アメリカ、ハワイ州ヒロ市と姉妹都市提携。
- 2006年（平成18年）2月20日 - 渋川市、勢多郡北橘村、赤城村、北群馬郡子持村、小野上村と新設合併し、改めて渋川市が発足。同日伊香保町廃止。

## 行政

### 町長
行政区は伊香保、湯中子、水沢。町長は以下の通りである。
| 氏名         | 就任年月日       | 退任年月日       | 備考         |
| ------------ | ---------------- | ---------------- | ------------ |
| 岸又太郎     | 明治22年6月19日  | 明治22年7月25日  |              |
| 島田多朔     | 明治22年9月5日   | 明治24年2月20日  |              |
| 福田与重     | 明治24年4月22日  | 明治24年10月2日  |              |
| 同           | 明治26年5月13日  | 明治28年5月24日  |              |
| 村松秀茂     | 明治28年9月6日   | 明治31年4月27日  |              |
| 岸権三郎     | 明治31年5月13日  | 明治31年8月29日  |              |
| 森田種次郎   | 明治31年10月18日 | 明治34年12月3日  |              |
| 木暮金太夫   | 明治34年12月24日 | 明治36年7月28日  |              |
| 木暮八郎     | 明治36年12月3日  | 明治37年11月23日 | 在任中死去   |
| 大島甚左衛門 | 明治38年4月6日   | 明治42年4月5日   |              |
| 同           | 明治42年4月23日  | 大正2年4月23日   |              |
| 同           | 大正2年6月27日   | 大正3年9月11日   |              |
| 横手信太郎   | 大正4年10月12日  | 大正7年6月17日   |              |
| 萩原重朔     | 大正8年5月16日   | 大正12年5月15日  |              |
| 森田秋三郎   | 大正12年6月5日   | 大正14年11月9日  |              |
| 大河原半作   | 大正14年11月30日 | 昭和2年9月17日   |              |
| 横手信太郎   | 昭和2年9月23日   | 昭和6年9月23日   |              |
| 同           | 昭和6年10月4日   | 総和7年6月23日   |              |
| 岸権三郎     | 昭和8年5月23日   | 昭和12年5月22日  | 襲名前正一郎 |
| 同           | 昭和12年5月22日  | 昭和16年5月22日  |              |
| 同           | 昭和16年5月23日  | 昭和20年5月22日  |              |
| 横手信太郎   | 昭和20年6月13日  | 昭和21年2月12日  |              |
| 大貫伊助     | 昭和21年4月6日   | 昭和23年9月9日   |              |
| 横手賢一     | 昭和23年10月8日  | 昭和27年10月7日  |              |
| 横内甲子吉   | 昭和27年10月8日  | 昭和31年10月7日  |              |
| 同           | 昭和31年10月8日  | 昭和35年10月7日  |              |
| 同           | 昭和35年10月8日  | 昭和39年10月7日  |              |
| 同           | 昭和39年10月8日  | 昭和43年10月7日  |              |
| 同           | 昭和43年10月8日  |                  |              |

- 村尾隆史（2005年5月1日から）

## 経済

### 産業
企業
- 伊香保郵便局（日本郵政グループ）

電気
伊香保町は町営で電気事業を始めた1907年（明治40年）5月事業許可を受け、沼尾川に水力発電所（出力40kW）を建設し1908年（明治41年）9月より事業を開始した。

## 姉妹都市・提携都市
伊香保町には以下の姉妹都市があった。これらの提携関係は渋川市によって継承された。
- アーバノ・テルメ（イタリア・ヴェネト州）
  - 1993年3月31日 - 姉妹都市提携[6][7]

温泉地同士の交流を希望したアバノテルメ市長が友人を介して群馬県に交流先の打診を行い、伊香保町が紹介された。
- ハワイ郡（アメリカ合衆国ハワイ州）
  - 1997年1月22日 - 姉妹都市提携[6][8]

19世紀後半にハワイ王国駐日公使を務めたロバート・W・アルウィンの別邸が伊香保にあった縁。1987年より伊香保とヒロ市との交流が始まる。1992年5月26日、ハワイ郡ワイアケア中学校と伊香保町立伊香保中学校の間で姉妹校協定締結。

## 人口
1930年に刊行された『市町村治績録 改訂第2版』によると、戸数512、人口3024。

## 交通

### 鉄道
- 東武鉄道伊香保軌道線が上越線渋川駅から通じていたものの1956年12月29日に廃止となり、同年以降は町域に鉄道は走っていなかった。町への最寄り駅は渋川駅。

### バス
- 関越交通 渋川駅から。
- 群馬バス 高崎駅から。
- その他、東京ほか各地から高速バスが乗り入れ。

### 道路
- 高速道路
  - 関越自動車道渋川伊香保IC（渋川市）が最寄り。

## 施設
- 伊香保小学校
- 伊香保神社[1]

## 名所・旧跡・観光スポット
- 伊香保温泉[1]
- 五徳山無量寿院水沢寺（水沢観音）
- 竹久夢二伊香保記念館
- 徳富蘆花記念文学館
- 保科美術館
- 伊香保グリーン牧場
- ハラ ミュージアム アーク
- ハワイ王国公使別邸[10]

## 祭事・催事
- 伊香保まつり（毎年9月18日から20日）

## 出身著名人
- 木暮武太夫（旅人宿業、政治家） - 衆議院議員。下記議員の実父。
- 木暮武太夫[1]（旅館業、政治家） - 衆議院議員。参議院議員。運輸大臣、日本温泉協会会長などを歴任。